# Реінкарнація

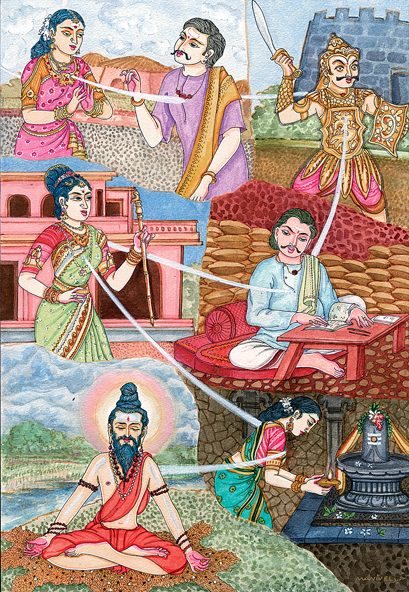
Реінкарнація в мистецтві

Переселення душ, реінкарнація, перевтілення (грец. ρε- «знову» + грец. ενσάρκωση «втілення»),  метемпсихоз (дав.-гр. μετεμψύχωσις «переселення душ») — релігійно-філософська доктрина, згідно з якою безсмертна сутність живої істоти (у деяких варіаціях — тільки людей) перевтілюється знову і знову з одного тіла в інше. Цю безсмертну сутність часто називають духом або душею, «божественною іскрою», «вищим» або «істинним Я». Згідно з подібними віруванням, у кожному житті розвивається нова індивідуальна особистість у фізичному світі, але одночасно певна частина «Я» індивіда залишається незмінною, переходячи з тіла в тіло у низці перевтілень. Також є уявлення про те, що ланцюжок перевтілень має деяку мету і душа в ньому зазнає еволюції. Вчення про переселення душ притаманне низці релігійних систем, а також зустрічається у відриві від якоїсь релігійної системи (в особистому світогляді).
Віра в переселення душ є стародавнім феноменом. Найбільш рання форма уявлень пов'язана з тотемізмом. У деяких народів (ескімосів, північноамериканських індіанців) вважалося, що в дитину входить душа діда чи іншого представника тієї ж родової групи. Доктрина реінкарнації є центральним положенням в більшості індійських релігій, таких як індуїзм (включаючи такі його напрямки як йога, вайшнавізм, і шиваїзм), джайнізм, і сикхізм, а також в сучасному аріянстві. Деякі давньогрецькі філософи, такі як Ферекід, Піфагор, Сократ, і Платон, також сповідували ідею переселення душ. Віра в реінкарнацію близька деяким сучасним язичницьким традиціям, рухам нью-ейдж, послідовникам спіритизму, деяким африканським віруванням, і прихильниками таких езотеричних філософій, як каббала, суфізм, гностицизм і езотеричне християнство. Буддійська концепція низки перероджень, хоча і часто називається «реінкарнацією», значно відрізняється від традицій, заснованих на індуїзмі та від рухів нью-ейдж, тим, що в ній не існує «Я» або вічної душі, яка б перевтілювалася.

## Прихильники реінкарнації
У реінкарнацію вірили такі давньогрецькі філософи, як Піфагор, Емпедокл, Сократ, Платон, Плутарх, Плотін, а також неоплатоніки і неопіфагорійці. У деяких стародавніх джерелах стверджувалося, що Піфагор говорив про те, що міг пам'ятати свої минулі життя. Цитата Емпедокла: «Бо як скоро всю силу розуму напружував до пізнання, то без праці споглядав всі незліченні світу явища, за десять або за двадцять людських поколінь передбачивши». Про себе ж Емпедокл говорив наступне: «Колись я вже був хлопчиком і дівчинкою, кущем, птицею і німою рибою, що виринала з моря». Виклавши ряд доказів на користь безсмертя душі, Сократ наприкінці свого життя заявив: «Якщо безсмертне незнищуване, душа не може загинути, коли до неї наблизиться смерть: з усього ж сказаного випливає, що вона не прийме смерті і не буде мертвою!» Гераклід Понтійський викладав оригінальну доктрину про перевтілення душ, а Філон Олександрійський, коментуючи Буття 15:15, говорив, що це місце Біблії «ясно вказує на незруйновність душі, що покидає своє житло в смертному тілі і повертається в своє рідне житло, яке вона спочатку покинула, щоб з'явитися тут».
У Середні віки і в епоху Відродження вчення про перевтілення зустрічається в Каббалі, у Віклеф, Цвінглі, Кардано, Телезіо, Джордано Бруно, Франца Меркурія Ван-Гельмонта. Доктрини реінкарнації дотримувалися Лейбніц, Шарль Бонне, Лессінг, Гердер, П'єр Леру, Фур'є та інші. З деякими змінами на користь вчення про перевтілення висловлювалися К. Дю-Прель, Карпентер, Мак-Таггарт, Зіммель, Метерлінк. Джордано Бруно був спалений на багатті не тільки за свої астрономічні переконання, а й за вчення про реінкарнацію. У заключній відповіді на пред'явлені йому звинувачення Бруно заявив, що душа — «це не тіло», і що «вона може перебувати як в одному, так і в іншому тілі і переходити з одного тіла в інше». В епоху Просвітництва Вольтер писав, що доктрина реінкарнації «не абсурдна і не марна», і що «народитися двічі не дивніше, ніж народитися один раз». Вірою в реінкарнацію пройняті слова Бенджаміна Франкліна: «Виявивши, що я існую в цьому світі, я вірю, що в тій чи іншій формі я буду існувати завжди». Наполеон розповідав своїм генералам, що в попередньому житті він належав до родини Шарлемань. Йоганн Вольфганг фон Гете, один з найбільших німецьких поетів, відомий драматург і вчений, також вірив у реінкарнацію: «Я впевнений, що так само, як зараз, я вже бував у цьому світі тисячі разів, і сподіваюся повернутися ще тисячу разів». У Росії реінкарнацію приймав письменник Лев Толстой. Генерал Джордж Паттон вірив у реінкарнацію, і також як і інші члени його сім'ї, стверджував, що в ряді випадків мав бачення своїх попередніх втілень. Зокрема, Паттон оголошував себе втіленням карфагенського полководця Ганнібала. Генрі Форд був переконаним прихильником реінкарнації. Він вважав, що у своєму останньому втіленні загинув як солдат у Битві при Геттисберзі. Один з найзнаменитіших ясновидців XX століття Едгар Кейсі стверджував, що метою реінкарнації є передача індивіду певних духовних уроків. Сам же пророк постійно згадував, що в одному з минулих життів він жив в Атлантиді. Згідно з його словами, Кейсі переродиться наприкінці XXI століття, щоб особисто переконатися в правильності своїх пророцтв.
Вивченням феномену реінкарнації часто займалися психіатри, психологи і парапсихологи, головною метою яких було визначити правдивість наведених фактів, що свідчать на користь гіпотези про переселення душ або навпаки спростовують її. Виділяють два основні методи дослідження реінкарнації — регресивна терапія (регресія, регресивний гіпноз) та дослідження за спогадами дітей.
Прихильники реінкарнації наводять такі докази, що можуть підтвердити істинність двох вищевказаних методів дослідження феномену реінкарнації:
- Велика кількість свідків та інформації роблять гіпотезу про шахрайство вкрай малоймовірною.
- Велика кількість свідків та інформації роблять теорію реінкарнації найімовірнішою в списку можливих пояснень цього феномену.
- Однакова інформація, отримана від дитини та її попередньої реінкарнації (в останньому випадку неоціненну допомогу надають архівні записи) — гіпотеза випадкового збігу є малоймовірною.

## Переселення душ у східних релігіях та традиціях
Східні релігії та традиції, у тому числі різноманітні напрямки індуїзму та буддизму вважають, що після смерті одного тіла життя триває в новому. Згідно з індуїстськими уявленнями, душа переселяється в інше тіло. Так вона життя за життям переймає різні тіла — кращі або гірші — в залежності від її діянь у попередніх втіленнях. Послідовники ранніх шкіл буддизму (див. тхеравада), що не визнають субстанціональної душі та вічної свідомості, вчать про рекомбінацію дгарм — простих психофізичних елементів.
Для прихильників східних віровчень поняття «реінкарнація» не має альтернативи. Вони визнають це вчення за його логічність та справедливість — з нього витікає, що благочестива, високо моральна поведінка дозволяє індивіду прогресувати з життя в життя, відчуваючи щораз поступове поліпшення умов і обставин життя. До того ж навіть сама по собі реінкарнація виступає яскравим свідченням співчуття Бога стосовно живих істот та знімає з Нього несправедливе звинувачення в заподіянні зла людям. У процесі реінкарнації, щоразу душа в її новому втіленні має ще одну можливість для виправлення та вдосконалення. Прогресуючи таким чином з життя в життя, душа може очиститися настільки, що, нарешті, вирветься з круговороту сансари, і, безгрішна, досягне мокши (звільнення).
Філософські та релігійні вірування Сходу щодо існування вічного «Я» безпосередньо впливають на те, як переселення душ розглядається в різних східних віровченнях, між якими існують великі відмінності у філософському розумінні природи душі (дживи або атмана). Одні течії відкидають існування «Я», інші кажуть про існування вічної, особистісної сутності індивіда, а деякі стверджують, що як існування «Я» так і його неіснування є ілюзією. Кожне з цих вірувань безпосередньо впливає на трактування поняття реінкарнації та пов'язане з такими концепціями, як самсара, мокша, нірвана та бгакті.

### Індуїзм
Переселення душ (санскр. पुनर्जन्म — пунарджанма) є одним з основних понять індуїзму. Так само як у філософських системах інших індійських релігій, круговорот народження та смерті приймається як природний феномен речей. В індуїзмі авідья (тобто неуцтво) індивідуума відносно своєї істинної духовної природи веде його до ототожнення з тлінним тілом та матерією — до ототожнення, яке підтримує в ньому бажання залишатися в круговороті карми та перевтілень.

#### Реінкарнація у Ведах та Упанішадах
Переселення душ вперше згадується у Ведах — найдавніших священних текстах індуїзму. Згідно із загальноприйнятою думкою, доктрина реінкарнації не була зафіксована в найдавнішій з Вед, «Ріґведі». Проте окремі вчені вказують на те, що і там містяться елементи теорії переселення душ. Як один з прикладів присутності доктрини реінкарнації в «Ріґведі» цитується альтернативний переклад гімну 1.164.32:
|  | Хто його створив, той його не відає. Він захований від того, хто його бачить Прихований в лоні матері, Народжений безліч разів, він прийшов до страждань. |

У цьому гімні «Рігведи» існують два значення слова  бахупраджах : «той хто має велике потомство» та «народжений безліч разів». Давньоіндійський граматик Яска приводить в «нірукті» обидва ці значення. В «Яджурведі» говориться:
|  | О вчена та терпима душе, після мандрів у водах та рослинах особистість потрапляє в утробу матері та народжується знову та знову. О душе, ти народжуєшся в тілі рослин, дерев, у всьому, що створене та одушевлене, і у воді. О душе, що виблискує подібно до сонця, після кремації, змішавшись з вогнем та землею для нового народження та знайшовши притулок у материнському череві, ти народжуєшся знову. О душе, досягаючи черева знову та знову, ти безтурботно спочиваєш в материнському тілі як дитина, що спить на руках у матері. |

Ґрунтовний опис доктрини реінкарнації міститься в Упанішадах — стародавніх філософсько-релігійних текстах на санскриті, що примикають до Вед. Зокрема, концепція переселення душ зображена в «Шветашватара-упанішаді» 5.11 та «Каушітакі-упанішаді» 1.2.
|  | Як тіло росте користуючись з їжі і води, так індивідуальне «я», живлячись своїми прагненнями та бажаннями, чуттєвими зв'язками, зоровими враженнями та помилками, знаходить у відповідності зі своїми діями бажані форми. |

В індуїзмі душа, звана атманом, — безсмертна, і лише тіло схильне до народження та смерті. В «Бгаґавад-Ґіті», в якій, на думку більшості індуїстів, зображена основна суть філософії індуїзму та основний сенс Вед, говориться:
|  | Як людина, скидаючи старий одяг, надягає новий, так і душа входить у нові матеріальні тіла, залишаючи старі та непотрібні. |

#### Карма, сансара та мокша
Ідея перевтілення душі будь-якої живої істоти — людей, тварин, рослин — тісно пов'язана з поняттям карми, яке також пояснюється в Упанішадах. Карма (буквально: «дія») є впливом сукупності дій індивідуума та виступає причиною його наступного втілення. Кругообіг народження та смерті, що приводиться в дію кармою, називається сансарою.
Індуїзм стверджує, що душа перебуває в постійному циклі народження та смерті. Бажаючи діставати насолоду в матеріальному світі, вона народжується знову та знову заради задоволення своїх матеріальних бажань, яке можливе лише за посередництва матеріального тіла. Індуїзм не вчить тому, що мирські насолоди є гріховними, а пояснює, що вони не можуть принести внутрішнього щастя та задоволення, званого в санскритській термінології ананда. Згідно з індуїстським мислителем Шанкарою, світ — як ми його зазвичай розуміємо — подібний до сну. За своєю природою він минущий та ілюзорний. Перебування в полоні самсари є результатом невігластва та нерозуміння справжньої природи речей.
Після багатьох народжень душа зрештою розчаровується в обмежених та швидкоплинних насолодах, подарованих їй цим світом, і починає пошук вищих форм насолоди, які можливо досягти лише за допомогою духовного досвіду. Після тривалої духовної практики (садгани) індивідуум усвідомлює свою вічну духовну природу — тобто усвідомлює той факт, що його істинним «Я» є вічна душа, а не тлінне матеріальне тіло. На цій стадії він вже не бажає матеріальних насолод, оскільки — як порівняти з духовним блаженством — вони здаються незначними. Коли всі матеріальні бажання припиняються, душа вже не народжується, а звільняється з круговороту самсари.
Коли ланцюг народження та смерті переривається, говорять, що індивідуум досягнув мокші, або порятунку. У той час як всі філософські школи індуїзму погоджуються, що мокша означає припинення всіх матеріальних бажань та звільнення з круговороту самсари, в різних філософських школах дається різне визначення цього поняття. Наприклад, послідовники адвайта-веданти (часто асоціюється з джняна-йогою) вірять у те, що після досягнення мокші індивідуум навічно залишається в стані спокою та блаженства, який є результатом усвідомлення того, що все буття є єдиним та неподільним Брагманом, а безсмертна душа — частинка цього єдиного цілого. Після досягнення мокші джива втрачає свою індивідуальну природу та розчиняється в «океані» безособового Брагмана, який описується як сат-чіт-ананда (буття-знання-щастя).
З іншого боку, послідовники філософських шкіл повної або часткової Двайти («дуалістичних» шкіл, до яких належить рух бгакті), здійснюють свою духовну практику, маючи на меті досягнення однієї з лок (світів або планів буття) духовного світу чи царства Бога (Вайкунтхи або голоки), для вічного участі там в іграх Бога в одній з Його форм (таких як Крішна або Вішну для вайшнавів, і Шива для шайвітів). Однак це не обов'язково означає, що дві основні школи двайти та адвайти суперечать одна одній. Послідовник однієї з двох шкіл може вірити в те, що досягнення мокші можливе обома способами, і просто віддавати особисту перевагу одному з них. Говорять, що послідовники двайти хочуть «покуштувати солодкість цукру», тоді як послідовники адвайти хочуть «перетворитися на цукор».

### Джайнізм
У джайнізмі приділяють особливу увагу перевтіленню в тіла девів — індивід, що нагромадив достатню кількість хорошої карми, може в наступному житті стати Девом. Подібне втілення, проте, розглядається як небажане. Подібні вірування також характерні для деяких течій в індуїзмі, таких як вайшнавізм.

### Сикхізм
Згідно з ученням сикхізму, людина не починає своє життя з порожнього місця — вона вже існувала до свого народження. ЇЇ минуле життя, сім'я в якій вона народилась і місце народження визначають її індивідуальність. Людина має свободу волі і тому сама несе відповідальність за свої вчинки. В сикхізмі, реінкарнація безпосередньо залежить від милості гуру та Бога. В сикхізмі приймається карма, але одночасно визнається можливість зміни долі людини через благословення гуру. Десятий гуру, Ґобінд Сінґх, після обряду ініціації сикхів оголосив сикхів вільними від попереднього сімейного походження (джанма-наша), віри (дгарам-наша), ритуалів (карам-наша), подвійності (бграма-наша) та обумовленого роду занять (кріта-наша). Таким чином, згідно з гуру сикхізму, сикхи вільні від реінкарнації.

### Буддизм
Згідно з буддійським вченням, схема формування механізму перероджень міститься у дванадцятичленній формулі буття. Розуміння цього ланцюга та пізнання своєї істинної природи за допомогою певних практик дозволяє розсіяти невідання разом з ілюзіями перероджень.
Хоча в популярній буддійській літературі і у фольклорі можна нерідко зустріти розповіді та міркування про переселення душ, подібні до індуїстських (а іноді явно запозичені з індуїзму), буддійська філософія, проте, заперечує існування душі, атмана, «вищого Я» і тому подібних реалій, а отже не визнає реінкарнацій. Однак у буддизмі існує поняття  сантана — протяжність свідомості, під якою немає жодної абсолютної опори (у всякому разі, індивідуальної — в сутрах махаяни (напр. «Аватамсака-сутрі») та тантрах «Я» може виступати як позначення для надіндивідуального Абсолюту, «природи Будди»), сантана  пов'язана з постійними змінами, подібно до кадрів на кінострічці, і утворена рекомбінаціями дгарм згідно з законом взаємозалежного походження.
Свідомість блукає у шести світах самсари (пекельних істот, голодних духів, тварин, людей, асурів, богів), а також світах сфери форм і не-форм, які розділені на багато місцеперебувань. Ці блукання відбуваються як протягом життя, так і після смерті. Перебування в тому чи іншому світі визначається психічним станом. Місцеперебування визначають попередні вчинки (Карма). В момент смерті відбувається перехід в інше місцеперебування в залежності від попередніх вчинків.
У школах Сарвастівада, Пурвашайла, Самматія існує також поняття проміжного стану (антарабгава), коли свідомість виходить на межі сансари, зокрема, в момент смерті відбувається переживання ясного світла. Поняття згодом проникло і в тибетський буддизм (бардо).
Особливе значення в тибетському буддизмі набувають деякі вищі лами, які вважаються проявами (тулку) будд та бодгісаттв, зберігаючи лінію переродження. Після смерті такого лами шукають новонароджену дитину, яка є продовженням лінії його перевтілень. Кандидатів перевіряють за складною системою тестів.

#### Реінкарнація в ранньому буддизмі й у вченні Будди

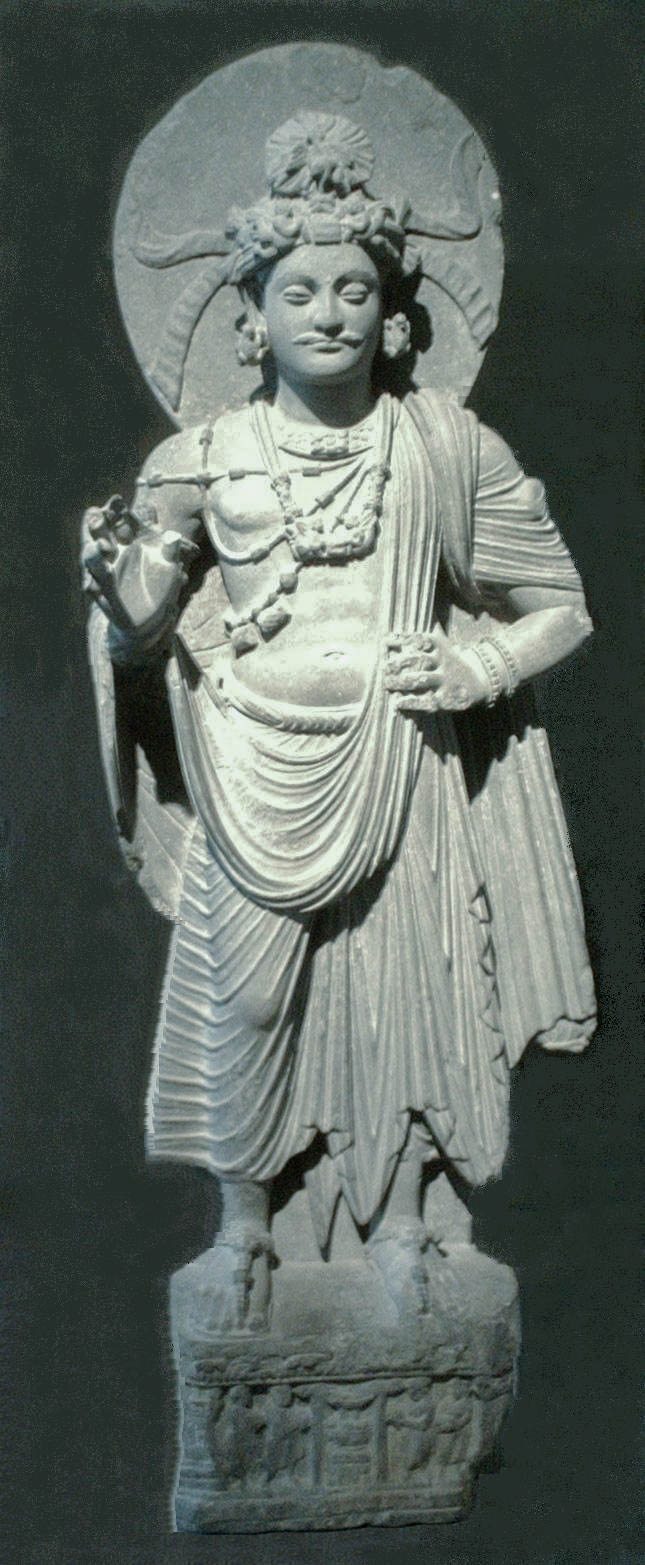
Сіддгартха Ґаутама

Думка про повторні народження характерна для буддизму: пробудженого стану (бодгі) неможливо досягнути протягом одного життя, на це потрібно багато тисяч років. Відомий учений-буддолог Едвард Конзе пише:
|  | Стан Будди — одна з найвищих досконалостей, якої можна досягнути, і для буддистів самоочевидно, що для цього потрібне докладання величезних зусиль протягом багатьох життів. |

Однією з основ буддизму є вчення про «Чотири Благородні Істини», яке вказує на притаманне живим істотам бажання та подальше їх страждання від матеріального існування. Вони дуже тісно пов'язані з законами карми та реінкарнації. Згідно з ученням Абгідгарми, простежуваним ще в ранньому буддизмі, жива істота може народжуватися на одному з п'яти рівнів буття: серед мешканців пекла, тварин, духів, людських істот та небожителів. Подібно до індуїзму, цей вибір визначається бажанням та кармою, і процес перевтілення продовжується до тих пір, поки жива істота або «розпадеться» в момент смерті, або досягне шуньяти, «великої порожнечі» — досконалості, якої досягають лише деякі. Всі форми життя (включаючи богів) пов'язані зі стражданнями певного роду. Буддизм розглядає їх перш за все для підкреслення ідеї страждання. Тільки людське існування дає можливість ухвалення розумного рішення, всі інші форми (включаючи богів, які перебувають у насолоді) практично не в змозі протидіяти потоку сансари, і лише людина може ухвалити рішення про вихід з кругообігу страждань.
Численні історії про переселення душ є в «Джатаках» («Оповіданнях про народження»), які спочатку розповів сам Будда. До складу «джатак» входять 547 оповідань про минулі втілення Будди. В них, часто в алегоричній формі, описані перевтілення Будди в різних тілах та розповідається, як людина може досягти просвітлення, дотримуючись певних принципів. Реінкарнація відіграє центральну роль майже в усіх історіях «Джатаки». Детально розповідається про те, як Будда зі співчуття обирав тіла девів, тварин та навіть дерев, з метою допомогти душам досягти звільнення.
Як і в інших відгалуженнях буддизму махаяни, дзені поряд з регулярною медитацією рекомендується аналітично вивчення смерті, яке сприяє подоланню страху перед смертю та позбавлення від ілюзії, яка виникає через ототожнення себе з тілом. Типова ілюзія душі полягає у вірі в те, що смерті можна уникнути в якомусь матеріалістичному розумінні. Людина живе так, ніби смерть ніколи не настане. День за днем люди насолоджуються і страждають, мало замислюючись про неминучий кінець життя. Буддистські вчителі направляють своїх учнів на шлях усвідомлення природи тіла: тіло повинне померти, тоді як вічне «я» продовжує жити. Матеріальне існування, з його ілюзією тілесної насолоди, є головною перешкодою для досягнення просвітлення, — індивідуум повинен зустрічати смерть без страху, протиставивши останній повне її усвідомлення.
Буддійський учений Буддгагхоша (V століття) вперше систематизував у буддизмі медитації, що стосуються смерті. В одній з найвизначніших своїх робіт, «Вісуддхімагга» («Шлях чистоти»), він ділить ці медитації на дві категорії: медитації на неминучість смерті та медитації на огидності трупів. Буддгагхоші розвинув ці медитативні техніки в складну систему з восьми стадій:
1. Смерть — це кат, який піднімає сокиру над головою кожної живої істоти.
2. Смерть — це крах усього добробуту: всі досягнення, подібно до піску, що сиплеться крізь пальці часу, неміцні, ефемерні.
3. Більш особистісні оцінки: як смерть торкнеться мене? Що нагадуватимуть мої відчуття?
4. Зовнішні чинники атакують тіло: мікроби, паразити, хвороби, змії, тварини, люди, друзі, улюблені — всі вони потенційно небезпечні та можуть стати причиною моєї смерті.
5. Існує тонкий баланс, який підтримує життя, включаючи дихання, механіку тіла, харчування; і в кожну мить десь може відбутися збій.
6. Смерть чекає відповідного моменту, і противник — страх — завжди може атакувати мене.
7. Людське життя коротке: у найкращому випадку мені залишилося жити не більш ніж кілька років.
8. Я вмираю кожну мить… з кожною швидкоплинною секундою моє життя в'яне і його не можна повернути.

Імовірно, медитація на огидності трупів була необхідна для посилення усвідомлення тим, хто практикує свою смертність та підготовку до зустрічі зі смертю без страху. Буддгагхоші стверджував, що якби людина могла виразно уявити собі «огидне, гниюче за своїм єством тіло», і усвідомити, що тілу судилося гнити та розкладатися, то вона б відмовилась від прихильності до тіла. Ці медитації були націлені на звільнення індивіда, який їх практикує, від тілесного сприйняття життя. Медитації на смерть були першим кроком, спрямованим на зосередження свідомості на вирішальному, останньому моменті, коли душа переходить з одного тіла в інше. Один з давньобуддійських текстів говорить наступне:
|  | Своїм Божественним оком, абсолютно ясним та сильнішим за людський зір, Бодгісаттва бачив, як живі істоти вмирали та народжувалися знову — у вищих та нижчих кастах, з щасливими та сумними долями, знаходячи високе та низьке походження. Він розрізняв, як живі істоти перероджуються згідно з їх кармою: «На жаль існують розумні істоти, які скоюють невмілі вчинки тілом, не володіють мовою та розумом, і дотримуються помилкових поглядів. Під дією поганої карми після смерті, коли їх тіла стають непридатними, вони народжуються знову — в бідності, з нещасливою долею та немічним тілом, в пеклі. Але є живі істоти, які скоюють вмілі вчинки тілом, володіють мовою та розумом, і дотримуються правильних поглядів. Під дією хорошої карми, після того як їх тіла прийдуть в непридатність, вони народжуються знову — з щасливою долею, в небесних світах. |

#### Тхеравада
Відповідно до поглядів південноіндійської філософської школи тхеравади, жива істота не має вічної душі (анатмана), отже, не існує і «я» для нового народження. Згідно з тхеравадою, «Я» — це минуще поєднання п'яти груп елементів (п'яти скандг): чуттєвого досвіду тілесності, відчуттів (приємного, неприємного та нейтрального), понятійного апарату, сил і впливів, що формують мотивацію, а також свідомості. Буддисти школи тхеравади заявляють, що індивід — це більше, ніж поєднання названих елементів у будь-який відрізок часу, і відзначають, що під час смерті ці п'ять елементів розпадаються. При цьому визнається, що «розчинення» індивідуальності в момент смерті є не абсолютним кінцем життя, а, швидше, початком нової фази існування. Вважається, що якась тонка кармічна якість, поглинувши «п'ять елементів», переходить у нове тіло, приносячи з собою нове поєднання скандг, яке допомагає увійти в «нове життя» з новим життєвим досвідом. Деякі тексти вказують, що «карма п'яти елементів» у формі «зародка свідомості» переходить до лона матері, — це асоціюється з ранньобуддійським уявленням про сантану.

#### Махаяна
Північний буддизм махаяни отримав розвиток у Тибеті, Китаї, Японії та Кореї. Можливо, через те, що ця традиція набагато більше запозичила з початкового індійського буддизму, для неї характерніша ідея реінкарнації, яка притаманна релігії Тибету, де вчення про перевтілення займає центральне місце та здавна використовується у процедурі практичного вибору нового далай-лами. Далай-лама — верховний представник тибетського буддизму — стверджує: «Згідно з філософською школою тхеравади, після того, як особистість досягне нірвани, вона перестає бути особистістю, повністю зникає; проте згідно з вищою школою філософської думки, особистість усе ж таки зберігається, і існування „я“ триває» . У буддизмі махаяни прийнята Абгідгарма, як і в ранньому буддизмі. Залежно від співвідношення праведних та гріховних вчинків, скоєних раніше, жива істота після смерті потрапляє в світ Не-Форм, світ Форм або один з шести станів буття у Світі Пристрастей:
1. Оселя богів
2. Оселя напівбогів
3. Оселя людства
4. Тварини
5. Духи та привиди
6. нарака — пекельні істоти

Корисливо-благочестиві душі потрапляють до оселі богів, де насолоджуються небесними задоволеннями доти, поки сприятлива карма не вичерпається, і ця насолода також пов'язана зі стражданням — від усвідомлення недовговічності насолоди та неможливості приймати рішення. Розбещені душі потрапляють до світу нараків, де залишаються на деякий час, відповідно до тяжкості скоєних ними гріхів. Напівбогами народжуються агресивні особистості, керовані ревнощами, жадібність веде до світу голодних духів. Якщо основним затьмаренням людини була пристрасть, а добрі вчинки врівноважують та пересилюють недобрі, то вона втілюється в людському тілі. Людське втілення вважається духовно найціннішим, хоча і не найкомфортнішим.
Буддизм махаяни найбільш сприятливий для досягнення стану просвітління в людському тілі. Стани буття, чи то бог, чи людина, звір або хтось ще, виступають як частина ілюзії тілесного існування. Єдиною реальністю є стан Будди, що виходить за межі звичайного світу самсари. Три основні помилки — невідання, прихильність та огида — перешкоджають усвідомленню стану Будди. Тільки після того, як жива істота бере гору над цими трьома, вона припиняє бути жертвою тілесного ототожнення та, виходячи за межі шести областей ілюзорного буття, досягає нірвани. Таким чином, нірвана знаходиться за межами шести посмертних станів буття. При цьому вона не визнається, на відміну від тхеравадичної доктрини, чимось онтологічно протилежним сансарі; навпроти — нірвана є зворотним боком всякого сансаричного існування. Істоти, які досягли нірвани, переступають за межі круговороту народження та смерті самсари, в той же час їх маніфестація в будь-якому зі світів сансари не вважається проблематичною — згідно з принципом трьох тіл Будди. Вчення про перевтілення в буддизмі являє собою багатообіцяльну філософію життя, яка стверджує безперервний розвиток живої істоти, під час якого вона виривається з пут ілюзії та виходячи на свободу, занурюється в безсмертний нектар реальності.

#### Китайський буддизм
У північних формах буддизму уявлення про реінкарнацію виражається іншим чином. Китайський буддизм, який деякі характеризують як «приземлений», часто нехтує поняттям реінкарнації та подібними їй «абстракціями», на користь таких речей як краса природи. Джерелом подібного впливу були, головним чином, місцеві китайські вчителі, такі, як Лао-Цзи та Конфуцій, ранні послідовники яких надавали особливого значення красі «світу природи». Реінкарнація, однак, відігравала помітну роль у первісному китайському буддизмі, основні принципи якого викладені в «Праджняпараміта-сутрах».

#### Дзен (Чань)
Традиційно вчителі дзен вчили про реінкарнацію, але основна увага дзен була зосереджена на техніках медитації, а не на метафізичних питаннях, що включають, наприклад, поняття про реінкарнацію. В історії розвитку дзену було кілька видатних вчителів, які проповідували реінкарнацію та вічне існування душі (яка розуміється не як індивідуальний нетлінний атман, а як універсальна «природа Будди»). Для них було очевидно, що жива істота вічна і не припиняє свого існування після смерті тіла. Наприклад, великий вчитель Чжаочжоу (778–897) писав: «До існування світу природа особистості вже існує. Після руйнування світу природа особистості залишається недоторканою». Хуейнен (638–713), якого називають «шостим китайським патріархом дзен», перед смертю зібрав своїх учнів навколо себе. Передбачаючи швидку смерть вчителя, учні жалібно заплакали.
|  | За ким ви плачете? Ви турбуєтесь про мене, бо думаєте, ніби я не знаю, куди вирушаю? Якби я не знав цього, я б вас не залишив. Насправді ви плачете від того, що самі не знаєте, що буде зі мною. Якби ви це знали, то не стали б плакати, бо Істинна сутність не зазнає ні народження, ні смерті, вона не відходить і не приходить... |

Найбільш ясно ідеї реінкарнації в дзен-буддизмі виклав у XIII столітті учитель Доґен (1200–1253), — засновник школи сото-дзен. У своєму есе «Сьодзі» (японський термін, використовуваний для позначення самсари) Доген аналізує філософські погляди своїх попередників в індуїзмі та буддизмі на питання народження, смерті та реінкарнації, доводячи їх важливість для практики дзен.
Сучасний чаньський майстер Сін Юнь вказував, що в основі реінкарнації лежить червона-віджняна (комора свідомості), в якій зберігається карма і яка після смерті людини останньою залишає тіло. Переродження, згідно з Сін Юнем, не конфліктує з доктриною відсутності самості або відсутності самосутності, що майстер пояснює за допомогою наступного прикладу: «Візьмемо, наприклад, шматок золота. З нього можна виплавити кільця, сережки або браслети. Форми можуть бути різними, але природа золота незмінна». Він стверджував, що людина не пам'ятає свої минулі життя через «метушню переродження», який є проміжним станом між смертю та новим народженням, а також з тієї причини, що це може принести непідготовленій людині страждання. Також Сін Юнь вказував, що читання сутр за померлих може лише в незначній мірі впливати на місце переродження померлого, а також те, що гороскопи, феншуй та гадання не є хорошою основою для допомоги померлим у переродженні.

### Даосизм
Починаючи з періоду династії Хань, даоські документи говорять про те, що Лао-цзи перевтілювався на землі кілька разів, починаючи з епохи трьох правителів та п'яти імператорів.Один з основних текстів даосизму, «Чжуан-цзи» (IV століття до н. е.), стверджує:
|  | Народження не є початком, як і смерть — кінцем. Існує безмежне буття; існує продовження без початку. Буття поза простором. Безперервність без початку в часі. |

Основою віри в реінкарнацію в даосизмі виступають так звані «люду луньхуей» (六度 輪回) або шість ступенів існування в перевтіленні живих істот. До цих шести ступенів відносяться як люди, так і тварини і комахи, — кожна з них відповідно зображує все більш та більш сильне покарання для живих істот, що згрішили в попередніх втіленнях, але все ще не заслуговують на крайню форму прокльонів у плані буття, подібному до чистилища. Індивіди, що очистилися від гріхів у своїх минулих життях та поліпшили свою карму, послідовно перевтілюються з одного рівня на інший, поки зрештою не досягають стадії повного очищення або до тих пір, поки не підпадають під процес вибачення чи відпущення гріхів.

### Синтоїзм
Синтоїзм визнає можливість реінкарнації, при цьому зазвичай вважає, що душа померлого, яка відродилася в новому тілі не зберігає спогадів про попередні втілення, але може проявляти вміння та таланти, набуті та проявлені в минулому житті.

## Переселення душ у Новітніх релігійних рухах

### Теософія
Ідеї про реінкарнацію були популяризовані в західному світі в ХІХ ст. завдяки діяльності Теософського товариства.
В теософській доктрині людська душа розглядається як початково чиста та наділена великим духовним потенціалом. Реінкарнація виступає як процес за допомогою якого душа поступово розкриває цей свій духовний потенціал в світі форми та усвідомлює свою справжню природу. Відповідно те, що називається людським життям, є чимось подібним до одного дня в житті істинної духовної людської природи.

Згідно теософської доктрини, через процес реінкарнації проходить не фізичне тіло, не емоційна природа і не розум, а те що знаходиться над усіма цими аспектами індивідуума.

### Вчення Вознесених Владик
Реінкарнація — одне з основних положень у Вченні Вознесених Владик. Докладно описано низку втілень декількох десятків Вознесених Владик. Так у Вченні називають тих, хто досяг звільнення від циклів реінкарнації. Проте це звільнення не розглядається як щось остаточне. Потреба у подальших втіленнях обумовлюється фундаментальними особливостями процесу еволюції як окремих індивідуальностей так і всього людства і пояснюється наступним чином:
|  | … людство Землі проходить певні етапи у своєму розвитку. Можна назвати ці етапи корінними расами й підрасами. І зараз на Землі втілені ті представники четвертої й п'ятої корінних рас, які відстали від своїх побратимів, що перебувають на ефірному плані, і які чекають свого втілення в шостій корінній расі. За своїми вібраціями ці індивідууми, які очікують свого втілення, набагато випередили втілене зараз людське співтовариство в цілому. Тому їхні вібрації не можуть дозволити їм перебувати на Землі серед вас. І вони чекають із нетерпінням, коли з'явиться можливість для їхнього втілення на Землі, щоб продовжити еволюцію. |

### Мунізм
Теологія Церкви об'єднання, викладена в Божому Принципі, заперечує класичну доктрину реінкарнації (переродження однієї душі в новому тілі), але пропонує власне пояснення схожих феноменів через концепцію воскресіння через повернення (재림 부활). Згідно з цим вченням, духи, які не змогли завершити свою місію за життя на землі, не можуть розвиватися в духовному світі самостійно, оскільки для росту їм потрібна взаємодія з фізичним тілом. Тому вони повертаються на землю і співпрацюють із земними людьми, які мають схожу місію, допомагаючи їм у досягненні мети. Таким чином, дух завершує свою місію опосередковано, через тіло земної людини.
Ключовим біблійним прикладом цього принципу є стосунки між Іллею та Іваном Хрестителем. «Виклад Принципу» пояснює, що Ісус назвав Івана «Іллею» (Матв. 11:14) не тому, що душа Іллі перевтілилася в Івані, а тому, що дух Іллі повернувся з духовного світу, щоб допомогти Івану виконати схожу місію — приготувати шлях для Месії. З точки зору місії, тіло Івана Хрестителя слугувало ніби «замісником» тіла Іллі, що створювало враження їхньої тотожності, хоча сам Іван цього не усвідомлював і заперечував, що він Ілля (Іван. 1:21).
Цей принцип поширюється для пояснення, чому в «останні дні» можуть з'являтися люди, які стверджують, що є втіленнями різних історичних постатей, наприклад, Ісуса, Будди чи інших пророків. Вчення стверджує, що людина зі світовою місією може отримувати допомогу від багатьох духів минулого, які мали подібні цілі. Таким чином, ця людина стає їхнім «другим пришестям» у сенсі місії, що й породжує феномен, який сприймається як реінкарнація. Згідно з «Викладом Принципу», вчення про реінкарнацію в буддизмі та інших релігіях виникло через спостереження зовнішніх проявів цього явища, але без розуміння його справжнього механізму.

## Реінкарнація і наука
Вивченням свідчень про минулі життя займається Міжнародна асоціація навколосмертних досліджень (International Association for Near-Death Studies).

### Дослідження Стівенсона
Дослідженням випадків перевтілення з наукової точки зору займався канадсько-американський доктор медицини психіатр Ян Стівенсон, який вивчав випадки, коли люди (головним чином — діти у віці від двох до чотирьох років) згадували про те, що вже жили раніше (до біологічного народження), наводили факти, які можна перевірити, й описували події, пов'язані зі своїм гіпотетичним попереднім життям. Кількість описаних Стівенсоном випадків перевищує дві тисячі. За твердженнями автора, розслідувалися тільки випадки, коли вміст спогадів можна було документально підтвердити, і в багатьох випадках вдавалося знайти документальні докази, що стосуються минулих життів: підтвердити імена родичів, опис місця проживання, інші подробиці. Також Стівенсон намагався зіставляти різні вроджені дефекти та лунини у обстежуваних дітей з даними про пошкодження, шрами, потворність і рани на тілах тих, хто був визнаний їх попередньою реінкарнацією.

### Регресивна терапія
У регресивній терапії людська пам'ять проявляє дивовижну властивість. Виявляється, вона функціонує
немов цифрова відеокамера, записуючи всю інформацію, що потрапляє в кадр. Свідомо ми можемо і не пам'ятати таких деталей: що у нас було на сніданок декілька місяців тому або в що ми були одягнені наприкінці минулого тижня, — але підсвідомість зберігає ці дані, вони нікуди не зникають, і при необхідності їх можна витягти за допомогою гіпнозу. Регресивний ж гіпноз відрізняється від звичайного тим, що під час цього процесу можна відключити свідомість і виявити спогади про минулі життя. Перевага цієї процедури полягає в тому, що майже будь-хто може забезпечити докази про своє перевтілення, а не тільки в рідкісних випадках у дітей, які говорять про минулі життя. Метод регресивного гіпнозу дозволяє також виявити неодноразовість процесу реінкарнацій в окремих пацієнтів.

Наприклад, психотерапевт Пітер Расмтер використовував транс і гіпноз, що дозволив багатьом пацієнтам розповісти про минулі життя. Деякі з них (домогосподарки, які ніколи не виїжджали з Австралії), під час трансу описували безліч деталей, називали імена людей і місць, де вони жили раніше в XVIII ст. і XIX ст. У 1983 р. Рамстер і місцеві історики вирішили перевірити в архівах зазначені дані. І, дійсно, деякі села, згадані під гіпнозом, були знайдені на старих картах. Інші села, правда, вже більше не існували, але багато назв виявилися вірними. Щоправда, дослідження Рамстера були повністю проігноровані науковим співтовариством.

Іншими з психологів, які займалися регресивним гіпнозом, був Майкл Ньютон (доктор філософії, дипломований гіпнотерапевт вищої категорії в Каліфорнії, а також член Американської Асоціації психологів-консультантів). Він виявив, що пацієнтів можна поміщати в проміжні періоди між їх минулими життями — це сприяє їх духовному зростанню, а також служить доказом існування безсмертної душі і процесу реінкарнації.
Займався дослідженнями реінкарнацій і американський психотерапевт Раймонд Моуді. Він навів кілька прикладів, коли між регресією і переселенням душ можна поставити знак рівності.
Доктор Пауль Хансен (Колорадо, США) побачив себе французьким дворянином на ім'я Антуан де Пуаро, який жив у власному маєтку під м. Віші з дружиною і двома дітьми в 1600 році: «У найпам'ятнішій сцені ми з дружиною скакали верхи до нашого замку, — згадує Хансен . — Добре запам'ятав: дружина була в яскраво-червоній оксамитовій сукні сиділа в дамському сідлі». Пізніше Хансен відвідав Францію. Історія повністю збіглася з регресією американця.
В іншому випадку розповідається про трагедію 1846 року в Скелястих горах. Велика група переселенців була захоплена пізньої осені сніговими заметами (висота снігу досягала чотирьох метрів). Жінки і діти, помираючи від голоду, були змушені вдатися до канібалізму. З 77 чоловік загону Доннера вижили лише 47. Справа в тому, що до лікаря Діка Сатфенга вже в наші дні приходила німкеня, яка лікувалася від переїдання. Під час акту регресії вона у всіх подробицях описала під гіпнозом страшні картини канібалізму на засніженому перевалі: "Я була десятирічною дівчинкою в той час, і я пам'ятаю, як ми з'їли дідуся. Це було страшно, але мати казала мені: «Так треба, так хотів дідусь …». Надалі з'ясувалося, що німкеня приїхала в США в 1953 році, і, отже, нічого не знала, та й не могла знати про трагедію, що розігралася сто років тому в Скелястих горах. Але що вражає: опис трагедії з розповіді пацієнтки повністю збігався з історичним фактом.
Одного разу відомий американський художник прийшов до психотерапевта і зазнав регресії. Однак, повернувшись під гіпнозом в минуле життя, він раптом заговорив французькою мовою. Лікар попросив його перевести мову на англійську мову. Американець з чітким французьким акцентом зробив це. З'ясувалося, що у минулому він жив у старому Парижі, де був музикантом. Найзагадковішим було те, що психотерапевт знайшов в музичній бібліотеці ім'я французького композитора і опис його життя, що збігався з розповіддю американського художника.

### Університет Вірджинії
Дослідження за спогадами дітей. Суть даного методу полягає в тому, що дослідники збирають опитування маленьких дітей, які стверджували, що пам'ятали попереднє життя і описували події і людей, яких вони знали в тому житті. Як правило, дитина починає говорити про ці спогади у віці трьох років, і втрачає ці спогади після семи років. У деяких випадках ці спогади підтверджуються фактичними людьми і подіями. Психіатри Університету Вірджинії навіть публікують книги і статті про результати дослідження випадків спогадів минулого життя в ранньому дитинстві. Ще досліджувався хлопчик, який народився в сім'ї у прилеглих людей. Він у віці трьох років розповідав, що його сім'я живе на острові, де літають літаки, в нього була собака, він назвав ім'я матері та батька, також назвав імена своїх братів та сестер. Коли його так названі батьки повезли на названий ним острів, врешті решт, вони побачили там те, що описував їм хлопчик. Тобто, все це і пояснювало, що життя після смерті існує. Також була історія з дівчиною, в якої померла мати. Після поховання, мати навідувала її уві сні, розповідала тій те, що вона робила протягом періоду після поховання, дівчина навіть не одноразово викликала свою матір, а та приходила до неї.

### Соціологічні опитування
Опитування, проведені в 1999—2002 рр в рамках глобального дослідницького проекту «Огляд цінностей світу», показали, що в країнах, які історично вважаються християнськими, значний відсоток населення вірить в реінкарнацію. Причому в деяких країнах західної Європи і майже у всіх східної таких людей навіть більше ніж тих, хто вірить в посмертне існування, але не визнає перевтілення (традиційне християнське бачення).
В західній Європі в середньому 22 % населення вірить у реінкарнацію. Найбільші показники: Ісландія (41 %), Швейцарія (36 %). Найменше: Норвегія (15 %), Мальта (12 %). В східній Європі в середньому 27 % населення вірить у реінкарнацію. Найбільші показники: Литва (44 %), Естонія (37 %). Найменше: Словаччина (20 %), Словенія (17 %). В Україні, згідно цього опитування, у реінкарнацію вірять 28 % населення.
Результати засвідчують що домінувальні наукові і релігійні погляди традиційних конфесій не є авторитетом для значного відсотка населення. Серед основних причин, в даному дослідженні, називають такі:
- дохристиянські вірування у Скандинавії та інших частинах Європи.
- значне поширення, починаючи з XVIII ст., індуїстської та буддійської філософії, їхніх священних текстів.
- особисті розмірковування та інтуїтивний пошук відповіді на питання походження і подальшого шляху людської душі.[52]